# Ilija Đoković
Ilija Đoković (in serbo Илија Ђоковић?; Jagodina, 5 gennaio 1996) è un cestista serbo.